# Анелін (Радомський повіт)
Анелін (пол. Anielin) — село в Польщі, у гміні Скаришев Радомського повіту Мазовецького воєводства.
Населення — 74 особи (2011).
У 1975-1998 роках село належало до Радомського воєводства.

## Демографія
Демографічна структура станом на 31 березня 2011 року:
|          | Загалом | Допрацездатний вік | Працездатний вік | Постпрацездатний вік |
| -------- | ------- | ------------------ | ---------------- | -------------------- |
| Чоловіки | 32      | 7                  | 22               | 3                    |
| Жінки    | 42      | 10                 | 25               | 7                    |
| Разом    | 74      | 17                 | 47               | 10                   |